# Герб Крыма
Герб Крыма (Государственный герб Республики Крым/герб Автономной Республики Крым) — один из главных символов находящейся на полуострове Крым одноимённой республики, наряду с флагом и гимном.

## Описание и обоснование символики
Геральдическое описание (блазон) гласит:
В червлёном варяжском щите обращённого вправо серебряного грифона, держащего в правой лапе раскрытую серебряную раковину с голубой жемчужиной. Щит увенчан восходящим солнцем и окружён двумя белыми колоннами, соединёнными сине-бело-красной лентой с девизом:
"Процветание в единстве"
.
Грифон используется в эмблематике Северного Причерноморья с древних времён — в частности, он был эмблемой древних греческих городов-колоний Херсонеса и Пантикапея. Червлёный цвет щита напоминает о героической и драматичной судьбе жителей полуострова, а форма щита («варяжская») символизирует древний путь «из варяг в греки». Жемчужина подчёркивает уникальность Крыма. Колонны напоминают о древних цивилизациях на его территории. Солнце символизирует возрождение и расцвет.

## История

### Крымское ханство
В 1441 году в Крыму и на прилегающих территориях из Золотой Орды выделилось Крымское ханство.
Во «Всемирной географии» географа Дюваля Д'Абвиля (La Geographie Universelle, 1676) есть герб Крымского ханства — три черных грифона с красным вооружением в золоте.

### Таврическая область, Таврическая губерния

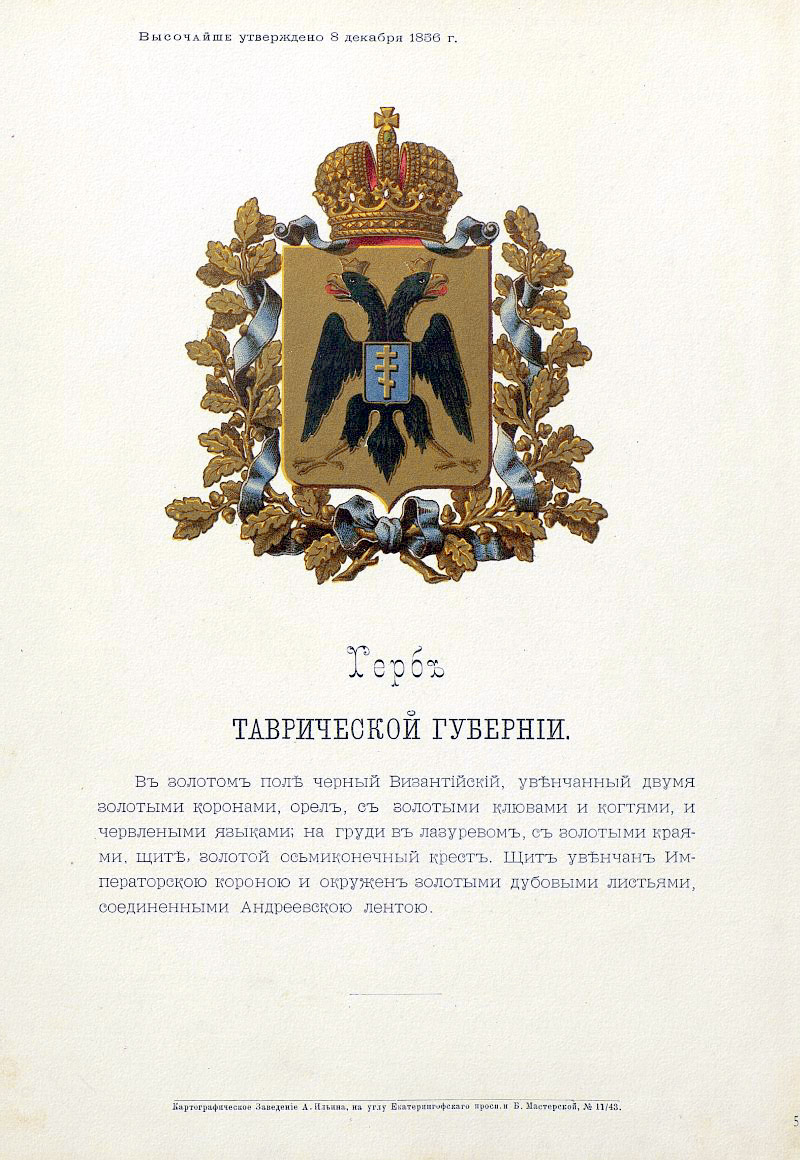
Герб Таврической губернии из гербовника Бенке с описанием

В 1783 году, после присоединения территории Крымского ханства к Российской империи, его земли были включены во вновь созданную Таврическую область с центром в Симферополе (бывшая Ак-Мечеть).
Герб области был утверждён 8 марта 1784 года: золотой щит с чёрным двуглавым императорским орлом, на груди орла помещался лазуревый щиток с золотым восьмиконечным крестом. В описании герба подчёркивалось, что этот крест «был прислан от Греческих Императоров в Россию, тогда, когда восприято Великими Князьями крещение».
Существовал неутверждённый герб Таврической губернии в виде титульного щита царства Херсониса Таврического, окружённого губернскими атрибутами: короной и дубовым венком.

### Крымская АССР
В 1921 году на территории Крыма была создана Автономная Крымская ССР в составе РСФСР. Герб Автономной Крымской ССР отличался от герба РСФСР лишь присутствием надписей на крымскотатарском (в арабской графике) и русском языках: «Кр. С. С. Р.» и «Пролетарии всех стран, соединяйтесь!». После перевода в 1928 году крымскотатарской письменности с арабской графики на латинизированный алфавит надписи в гербе Автономной Крымской ССР также стали делаться в латинизированной графике.
В 1937 году была принята Конституция Крымской АССР, в которой содержалось описание Государственного герба Крымской АССР: «Государственным гербом Крымской Автономной Советской Социалистической Республики является государственный герб РСФСР, который состоит из изображения золотых серпа и молота, помещённых крест-накрест, рукоятками книзу, на красном фоне в лучах солнца и в обрамлении колосьев с надписью „РСФСР“ и „Пролетарии всех стран, соединяйтесь!“ на русском и татарском языках, с добавлением под надписью „РСФСР“ буквами меньшего размера надписи „Крымская АССР“ на русском и татарском языках».
В 1938 году письменность крымскотатарского языка была переведена с латинизированного алфавита на кириллическую основу, в соответствии с этим произошли изменения и в гербе Крымской АССР.

### Крымская область
С ноября 1941 года по апрель 1944 года территория Крымской АССР была оккупирована. После освобождения Крыма органы государственной власти Крымской АССР не восстанавливались, поскольку по решению Государственного комитета обороны СССР от 8 мая 1944 года крымские татары были депортированы в Среднюю Азию. Указом Президиума Верховного Совета от 30 июня 1945 года «О преобразовании Крымской АССР в Крымскую область в составе РСФСР» Крымская АССР была упразднена и преобразована в Крымскую область РСФСР. 19 марта 1954 года Президиум Верховного Совета СССР своим Указом утвердил совместное представление Президиума Верховного Совета РСФСР и Президиума Верховного Совета Украинской ССР о передаче Крымской области из состава РСФСР в состав Украинской ССР.

### Крымская АССР и Республика Крым (1992)
20 января 1991 года в Крымской области прошёл референдум по вопросу воссоздания Крымской АССР как субъекта Союза ССР и участника Союзного договора. За воссоздание Крымской АССР проголосовало 93,26 % участников голосования. 12 февраля 1991 года Верховный Совет Украинской ССР принял закон «О восстановлении Крымской Автономной Советской Социалистической Республики», при этом Крымскому областному Совету народных депутатов был предоставлен статус Верховного Совета Крымской АССР. 4 сентября 1991 года Верховный Совет Крымской АССР принял Декларацию о государственном суверенитете Крыма в составе Украины, в соответствии с которой Крымская АССР была переименована в Республику Крым, конституция которой была принята 6 мая 1992 года.
13 ноября 1991 года был объявлен конкурс по разработке герба и флага Республики Крым. На конкурсе было рассмотрено более 200 проектов. Наиболее перспективными были признаны проекты, представленные двумя группами: Владимира Ягупова (подполковника, преподавателя военно-морской кафедры Крымского медицинского института) и Андрея Мальгина (историка, заведующего отделом Крымского краеведческого музея). После обсуждения на сессии Верховного Совета Республики Крым его председателем Н. В. Багровым обеим группам было предложено разработать единый проект, что и было сделано.
9-я сессия Верховного Совета Республики Крым 24 сентября 1992 года утвердила герб Законом Республики Крым N 148-I «О Государственном гербе Республики Крым» авторства объединённой группы Мальгина — Ягупова.

### Автономная Республика Крым
Утверждённый герб остался без изменений после принятия 17 марта 1995 года Закона Украины «Об Автономной Республике Крым», легализовавшего герб Крыма в украинском правовом поле.
21 октября 1998 года герб был закреплён в Конституции Автономной Республики Крым. 21 апреля 1999 года Верховная Рада Автономной Республики Крым своим постановлением № 456-2/99 утвердила «Положение о Гербе Автономной Республики Крым». 

### Независимая Республика Крым и Республика Крым в составе РФ
После одностороннего провозглашения независимой Республики Крым (и дальнейшей аннексии Крыма Россией) герб АР Крым продолжал использоваться в качестве эмблемы республики без официального подтверждения.
5 июня 2014 года Государственный Совет Республики Крым принял закон, подтвердивший герб АРК в качестве официальной эмблемы Республики Крым.
В государственных учреждениях Республики Крым герб часто можно увидеть вписанным во французский щит, аналогично гербу России.

## Галерея

Родовой герб деспотов Феодоро
Герб Газа́рия (1266—1475)
Герб Таврической области 1784 года
Герб Таврической губернии
Герб Крымской АССР (1921—1928)
Герб Крымской АССР (1938—1944)